# Namacande
Namacande é uma povoação moçambicana, sede do distrito de Muidumbe, na província de Cabo Delgado.